# Montagny-en-Vexin
Montagny-en-Vexin is een gemeente in het Franse departement Oise (regio Hauts-de-France) en telt 554 inwoners (1999). De plaats maakt deel uit van het arrondissement Beauvais.

## Geografie
De oppervlakte van Montagny-en-Vexin bedraagt 4,2 km², de bevolkingsdichtheid is 131,9 inwoners per km².
De onderstaande kaart toont de ligging van Montagny-en-Vexin met de belangrijkste infrastructuur en aangrenzende gemeenten.

## Demografie
Onderstaande figuur toont het verloop van het inwonertal (bron: INSEE-tellingen).